# Petar Ratkov
Petar Ratkov (en serbe : Петар Ратков), né le 18 août 2003 à Belgrade en Serbie, est un footballeur international serbe qui évolue au poste d'avant-centre au RB Salzbourg.

## Biographie

### En club
Né à Belgrade en Serbie, Petar Ratkov commence le football dans le club local du FK DIF Belgrade. Il est ensuite repéré par le TSC Bačka Topola où il poursuit sa formation.
Il fait ses débuts en professionnel le 3 mars 2021, lors d'un match de championnat contre l'Étoile rouge de Belgrade. Il entre en jeu à la place de Mihajlo Banjac (en) et son équipe s'incline par trois buts à un.
Ratkov inscrit son premier but en professionnel le 2 octobre 2021, lors d'une rencontre de championnat face au FK Čukarički. Titulaire, il inscrit le but égalisateur de son équipe mais ne peut empêcher la défaite des siens (1-2 score final).
Ses prestations lui valent d'être surveillé de près par le RSC Anderlecht et un transfert est envisagé lors du mercato hivernal 2023, mais le joueur reste finalement dans son club initial.
Lors de l'été 2023, Petar Ratkov rejoint l'Autriche afin de s'engager en faveur du RB Salzbourg. Il signe un contrat de cinq ans, soit jusqu'en juin 2028. En raison de son gabarit et de son explosivité, Ratkov est notamment comparé à Erling Haaland à son arrivée à Salzbourg mais il s'agit d'un joueur différent dont le profil se rapproche davantage de celui d'Edin Džeko.
Ratkov marque son premier but pour Salzbourg le 29 juillet 2023, lors de la première journée de la saison 2023-2024 de première division autrichienne face au SC Rheindorf Altach. Titulaire, il ouvre le score et participe à la victoire de son équipe par deux buts à zéro.
Il réalise son premier doublé sous les couleurs de Salzbourg le 26 juillet 2025, lors du premier tour de la coupe d'Autriche, face à l'Union Dietach. Titulaire, il contribue à la victoire de son équipe par quatre buts à zéro,.

### En sélection
Petar Ratkov représente l'équipe de Serbie des moins de 19 ans. Il joue un total de huit matchs et marque trois buts.
Petar Ratkov joue son premier match avec l'équipe de Serbie espoirs le 27 septembre 2022, lors d'un match amical contre la Bulgarie. Il se fait remarquer à cette occasion en marquant également son premier but avec les espoirs (1-1 score final),.
Il est retenu dans la liste des 26 joueurs serbes du sélectionneur Dragan Stojković pour participer à l'Euro 2024.

### Style de jeu
Petar Ratkov est un avant-centre de grande taille, à l'aise lorsqu'il s'agit de jouer dos au but. Malgré son gabarit, il est habile techniquement et ne recherche pas les contacts. Aussi utilisé à quelques reprises comme ailier gauche ou en second attaquant, il a l'habitude de participer au jeu de son équipe plutôt que d'attendre simplement dans la surface.